# Књига пророка Јеремије
Књига пророка Јеремије или књига Јеремијина је једна од књига хебрејског Танаха, односно Старог завета. Књига Јеремијина је тринаеста књига Танаха. У Библији је 24. књига. Написао ју је пророк Јеремија у Јудеји и Египту. 
Ова књига бележи последње пророчанство које је намењено Јуди, упозоравајући на пропаст која ће их стићи уколико се не покају. Јеремија позива народ да се врати Богу. Он истовремено открива неминовност Једине пропасти као последице тога што се нису покајали за идолопоклонство и неморал.
Писање књиге је завршено 580. п. н. е.
Књига обухвата период од 647. – 580. п. н. е.

## Предсказања
Стихови Јеремија 23:5-6 представљају предсказање доласка Спаситеља, Исуса Христа. Пророк га описује изданком Давидове куће ( Матеј 1:5), цара који ће владати у мудрости и праведности (стих 5, Откривење 11:15). То је Христ кога ће Израел коначно признати као истинског Спаситеља који ће донети спасење за Своје одабране (стих 6; Римљанима 11:26).

## Практична примена
Пророк Јеремија је имао да пренесе народу најтежу поруку. Јеремија је волео Јуду али је Бога волео много више. Њему је било тешко да пренесе чврсту(доследну) поруку пресуде свом народу, али је био послушан те је учинио и рекао оно што му је Бог наложио. Јеремија се надао и молио Богу за милост над Јудом, а такође је веровао да је Бог добар, исправан и праведан. Исто тако и ми треба да слушамо Бога чак и када је то тешко, да Божју вољу сматрамо важнијом од наших жеља, и да верујемо да ће Бог, у својој бескрајној мудрости и савршеном плану чинити најбоље за Своју децу (Римљанима 8:28).

## Кључни стихови
Јеремија 1:5: “Пре него те саздах у утроби, знах те; и пре него изиђе из утробе, посветих те; за пророка народима поставих те.”
Јеремија 17:9: “Срце је преварно више свега и опако: ко ће га познати?”
Јеремија 29:10-11: “Јер овако вели Господ: Кад се наврши у Вавилону седамдесет година, походићу вас, и извршићу вам добру реч своју да ћу вас вратити на ово место. Јер ја знам мисли које мислим за вас, говори Господ, мисли добре а не зле, да вам дам последак какав чекате.”
Јеремија 52:12-13: “А десетог дана петог месеца године деветнаесте царовања Навуходоносора цара вавилонског дође у Јерусалим Невузардан, заповедник стражарски, који служаше цару вавилонском. И попали дом Господњи и дом царски и све домове у јерусалиму; све велике куће попали огњем.” 